# Diabète gestationnel
 Mise en garde médicale
Le diabète gestationnel est un état d'intolérance au glucose, quelle que soit sa sévérité, apparu au cours de la grossesse chez une femme sans diabète sucré connu antérieurement. Il peut néanmoins être révélateur d'un diabète antérieur. 
Le diabète se définit par une glycémie veineuse à jeun supérieure à 1,26 gramme par litre de sang (7 mmol/L), à deux reprises (hyperglycémie). Mais, ici, c'est une simple intolérance au glucose qui doit être prise en charge. 
Le diabète gestationnel peut exposer à des complications maternelles et fœtales potentiellement sévères. Il apparaît classiquement entre la 24e et la 28e semaine d'aménorrhée, correspondant à la sécrétion de la somatomammotrophine chorionique humaine par le placenta, responsable d'insulino-résistance chez la mère.

## Prévalence
Il concerne entre 1 et 4 % des grossesses – près de 10 % aux États-Unis et son incidence semble stable dans le temps.Selon l'Atlas 2021 de la Fédération internationale du diabète, la prévalence mondiale de l'hyperglycémie pendant la grossesse (HIP) est de 21,1 millions de personnes, ce qui représente 16,7 % des naissances chez les femmes âgées de 20 à 49 ans. Ces personnes peuvent souffrir d'une certaine forme d'hyperglycémie pendant la grossesse ; 80,3 % d'entre elles étaient dues au diabète gestationnel

## Symptômes
Dans la plupart des cas, le diabète gestationnel peut être  sans symptômes. Mais dans certains cas il présente les mêmes symptômes que le diabète sucré, c'est-à-dire : soif intense, mictions abondantes et fréquentes, fatigue importante...

## Facteurs de risque
- Multiparité : si le risque de base est de 5 à 6 % en France, l'incidence grimpe à 19 % chez les multigestes ;
- Le risque augmente avec l'âge de la mère : il est presque multiplié par 10 chez la femme de plus de 24 ans[4] ;
- Surpoids (IMC > 25kg/m²). De même, une obésité (IMC > 30 kg/m2) multiplie par 3 ce risque[5] ;
- Antécédents familiaux de diabète de type 2[6] ;
- Au cours des grossesses antérieures : antécédents personnels de diabète gestationnel, d'accouchement prématuré, de mort fœtale in utero inexpliquée, de macrosomie (nouveau-né pesant plus de 3 800 g), d'hydramnios (quantité excessive de liquide amniotique) ;
- Au cours de la grossesse : prise de poids excessive, hydramnios, macrosomie.
- Une étude publiée en janvier 2016 par le British Medical Journal montre qu'il y aurait un lien entre une importante consommation de pomme de terre par la mère avant la grossesse et le développement du diabète gestationnel[7].
- Syndrome de Stein-Leventhal (Syndrome des ovaires polykystiques) ;
- exposition au thallium (le plus toxique des métaux lourds)[8]

Les femmes originaire d'Afrique du Nord, d'Asie ou des Antilles, sont également à risque accru, ainsi que celles de l'Asie du Sud.

## Physiopathologie
Il existe une diminution normale de la sensibilité à l'insuline au cours de la grossesse. Cela conduit à une augmentation de la sécrétion de cette molécule afin de maintenir le taux de glucose sanguin dans les limites de la normale. Si la production d'insuline ne peut croître de façon désirée, un diabète se produit.
Du côté du fœtus, le glucose passe librement la barrière placentaire mais pas l'insuline maternelle. Cela conduit à une production accrue d'insuline fœtale, dont l'un des effets est l'augmentation du poids du nouveau-né. Cela peut conduire à un risque accru de complications mécaniques lors de l'accouchement (dystocie des épaules).

## Dépistage du diabète gestationnel
L'un des problèmes est de distinguer le diabète pré-gestationnel (c'est-à-dire existant avant la grossesse mais parfois méconnu) du diabète gestationnel.
Le dépistage doit être ciblé sur les populations les plus à risque, l'incidence de la maladie étant extrêmement faible en l'absence de facteurs de risque.
Une glycémie, mesurée à jeun, avec une valeur normale, ne permet pas d'exclure le diabète gestationnel. De même, la mesure de l'hémoglobine glyquée est un mauvais moyen de dépistage, ce qui est assez logique, ce dosage reflétant seulement les glycémies sur les derniers mois, alors que le diabète gestationnel, par définition, est d'installation récente.
Ces tests sont faits idéalement entre la 24e et la 28e semaine de grossesse. Les tests en deux temps, tel le test de O'Sullivan, à 50 g de glucose per os, suivi d'une HGPO s'il est positif, sont considérés au XXIe siècle comme non déterminants dans le dépistage du diabète gestationnel. Les tests corrects sont donc ceux se basant uniquement sur un principe d'hyperglycémie provoquée per os (HGPO) (test OMS et autres HGPO),,.

### Test de l'OMS
Le test de l'OMS est d'élaboration plus récente. Il se différencie du précédent par le fait qu'il ne nécessite qu'une étape : prise de 75 grammes de glucose, puis mesure de la glycémie veineuse à 2 heures : le test est positif (et le diabète gestationnel avéré) pour une valeur supérieure à 1,4 gramme par litre, sans nécessité de confirmation.

### Diagnostic par hyperglycémie provoquée par voie orale
La seconde étape du test, après un premier test douteux, consiste en une hyperglycémie provoquée per os (HGPO) avec 75 grammes de glucose, puis de mesurer la glycémie toutes les heures de H0 à H3. Les seuils pathologiques sont de >0.92 g/l à H0, >1.8 g/l à H1, >1.53 à H2, >1.4 à H3.
- Deux mesures de glycémie veineuse égale ou supérieure à ces seuils signent le diabète gestationnel.
- Une mesure de glycémie veineuse égale ou supérieure à ces seuils signe l'intolérance au glucose.

## Complications
Une augmentation modérée de la glycémie maternelle peut entraîner des complications fœto-maternelles. Ainsi, une glycémie à jeun située entre 0,95 et 1 g/L induit déjà une multiplication par 4 à 6 du risque de macrosomie, une multiplication par 10 du risque d'hyperinsulinisme.

### Complications fœtales, obstétricales et néonatales
- Prématurité
- Mort fœtale in-utéro (de cause mal comprise)
- Macrosomie, avec risque de dystocie des épaules (accouchement par voie basse où les épaules du fœtus font obstacle à la fin de l'accouchement : risque de lésions du plexus brachial, de fracture de la clavicule, de paralysie des membres supérieurs, de mort néo-natale par asphyxie). Ce risque est de 5 % pour les femmes dont la glycémie se situe dans les niveaux les plus bas (moins de 0,75 g/L) mais de 27 % quand elle est supérieure à 1 g/L (selon l'étude HAPO dévoilée au congrès de l'ADA en juin 2007)[18]
- Hydramnios
- Maladie des membranes hyalines (l'hyperinsulinisme fœtal ralentit la maturation pulmonaire et la synthèse de surfactant)
- Cardiomyopathie hypertrophique touchant le septum inter-ventriculaire
- Hypoglycémie néonatale
- Ictère néonatal
- Polyglobulie (par hypoxie chronique in utéro)
- Hypocalcémie
- Il n'y a pas de risque de malformations
- Détresse respiratoire aiguë

### Complications maternelles
- Risque accru d'infection, en particulier urinaires (l'hyperglycémie favorise le développement des bactéries)
- Risque accru d'hypertension artérielle gravidique
- Hémorragie de la délivrance plus fréquente avec travail allongé.

### Complications tardives
Chez la mère, il existe un risque de récidive de diabète gestationnel (jusqu'à 70 %) et d'un développement d'un diabète de type 2.
Chez l'enfant, il existe un risque accru d'obésité et de diabète de type 2.

## Traitement
Le traitement du diabète gestationnel permet de diminuer les complications péri-natales. La proportion de nouveau-nés à poids important est en particulier plus faible.

### Objectifs
Le traitement permet d'éviter la plupart des complications décrites ci-dessus par un contrôle glycémique rigoureux.
Les objectifs glycémiques sont une glycémie à jeun inférieure à 0,95 g/l, et une glycémie post-prandiale (une heure 1/2 après la fin du repas) inférieure à 1,20 g/l.

### Moyens thérapeutiques
Le régime diététique est la mesure à entreprendre en premier,, et qui est parfois suffisante lorsqu'il est bien conduit. Il consiste en un régime limité à 2 000 calories par jour divisé en 3 repas et 2 collations, avec contrôle des sucres lents. On conseille un exercice physique modéré et adapté à la grossesse (marche, natation, gymnastique douce, etc.), qui pourrait contribuer à diminuer le risque de survenue de diabète gestationnel et, également, diminuer le risque d'un bébé trop gros à la naissance chez les mères diabétiques.
En cas d'échec, un traitement par insuline peut être proposé. Cette dernière peut être prescrite également seule (par 3 ou 4 injections quotidiennes) en cas d'échec du régime bien suivi.
La metformine (anti-diabétique oral) est contre-indiqué chez la femme enceinte.

## Prévention
L'arrêt du tabac, l'exercice physique régulier et un effort diététique permettent de réduire substantiellement le risque de développer un diabète gestationnel.

## Surveillance obstétricale
Le suivi de la patiente et de sa grossesse doit être rigoureux, avec surveillance des glycémies sur sang capillaire (auto-mesure avant et après chaque repas) consignées sur un carnet, dosage de l'HbA1c (hémoglobine glyquée témoignant de la chronicité de l'hyperglycémie - voir glycation).
- Échographie toutes les deux à trois semaines
- Évaluation du bien-être fœtal toutes les semaines
- Dépistage de la macrosomie
- Programmation de l'accouchement par déclenchement du travail (seulement dans les cas extrêmes)
- Fond d'œil au début de la grossesse et au 5e mois

Un dépistage ultérieur de diabète devra être proposé (6 à 8 semaines après l'accouchement).
L'allaitement maternel est conseillé tout particulièrement dans ce contexte.